# Izabal (departement)
Departamento de Izabal är ett departement i Guatemala. Det ligger i den östra delen av landet, 190 km nordost om huvudstaden Guatemala City. Antalet invånare är 314 306. Arean är 590 kvadratkilometer.
Departamento de Izabal delas in i:

1. Municipio de Puerto Barrios
2. Municipio de Morales
3. Municipio de Los Amates
4. Municipio de Lívingston
5. Municipio de El Estor

Följande samhällen finns i Departamento de Izabal:
- Morales
- El Estor